# Karabin Brown Bess
Brown Bess – seria brytyjskich jednostrzałowych karabinów gładkolufowych z zamkami skałkowymi, produkowanych w różnych wariantach w latach 1722–1860.

## Warianty

### Long Land Pattern
Na wyposażeniu: 1722–1793, regulaminowy karabin piechoty 1722–1768 (wraz z wersją Short Land Pattern od 1768).
- Długość lufy: 1200 mm
- Długość całkowita: 1590 mm
- Waga: 4,7 kg

### Short Land Pattern
Na wyposażeniu: 1740–1797; 1740 (Dragoni), 1768 (Piechota); regulaminowy karabin piechoty 1793–1797.
- Długość lufy: 1100 mm
- Długość całkowita: 1490 mm
- Waga: 4,8 kg

### India Pattern
Na wyposażeniu: 1797–1854; regulaminowy karabin piechoty 1797–1854. Niektóre modele sprzed 1797 zostały zakupione od Kompanii Wschodnioindyjskiej do użytku w Egipcie.
- Długość lufy: 990 mm
- Długość całkowita: 1403 mm
- Waga: 4,39 kg

### New Land Pattern
Na wyposażeniu: 1802–1854; wydawany jedynie gwardii 4. Pułku Pieszego.
- Długość lufy: 990 mm
- Długość całkowita: 1401 mm
- Waga: 4,56 kg

### New Light Infantry Land Pattern
Na wyposażeniu: 1811–1854; wydawany jedynie 43., 52., 68., 71. i 85. Pułkowi Piechoty oraz batalionom 60. Pułku Pieszego.
- Długość lufy: 990 mm
- Długość całkowita: 1401 mm
- Waga: 4,56 kg

### Cavalry Carbine
Na wyposażeniu: 1796–1838; na wyposażeniu brytyjskich oddziałów kawalerii
- Długość lufy: 660 mm
- Długość całkowita: 1080 mm
- Waga: 3,34 kg

### Sea Service Pattern
Na wyposażeniu: 1778–1854; wydawane marynarzom Royal Navy.
- Długość lufy: 940 mm
- Długość całkowita: 1360 mm
- Waga: 4,09 kg